# Kleine Horen

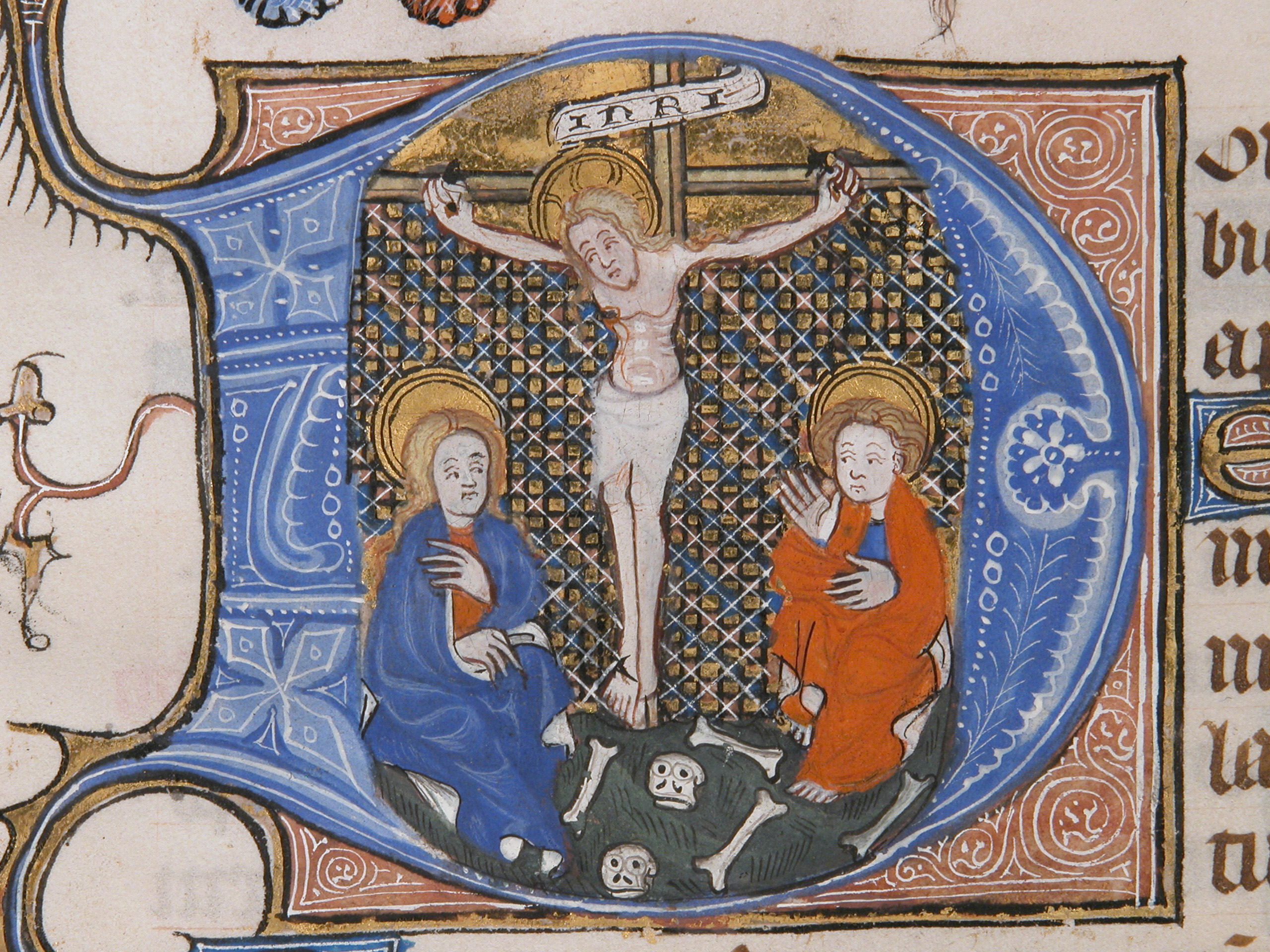
Die Kreuzigung Christi in der Initiale D eines Stundenbuches

Kleine Horen ist die zusammenfassende Bezeichnung der Gebetszeiten Prim, Terz, Sext und Non im Stundengebet der katholischen Kirche, die zur ersten, dritten, sechsten und neunten Stunde der antiken Tageseinteilung (entspricht etwa 6 Uhr, 9 Uhr, 12 Uhr und 15 Uhr) gebetet werden. Gelegentlich wird heute noch die Komplet zu den kleinen Horen gerechnet.
Kleine Horen heißen sie, weil sie im Vergleich zu den anderen Gebetszeiten des Stundengebets, besonders gegenüber der Matutin mit ihren vielen Psalmen und langen Schriftlesungen, kurz erscheinen. Die kleinen Horen bestehen aus der Eröffnung Deus in adiutorium meum intende („O Gott, komm mir zu Hilfe“), einem Hymnus, drei Psalmen, einer kurzen Schriftlesung, genannt Kapitel, mit Versikel und der Oration mit Entlassruf und Schlussversikel.
Die Prim wurde im Zuge der Liturgiereformen nach dem Zweiten Vatikanischen Konzil abgeschafft, da sie als Doppelung zu den Laudes empfunden wurde. Erhalten blieb sie im Stundengebet der Kartäuser sowie einzelner kontemplativer Klöster. 
Wer nicht durch Gelübde zum Halten des vollen Chorgebets verpflichtet ist, kann unter den verbliebenen kleinen Horen Terz, Sext und Non eine auswählen, die der jeweiligen Tageszeit am besten entspricht, „so daß die Überlieferung gewahrt bleibt, tagsüber während der Arbeit zu beten.“ In manchen Klöstern und Gemeinschaften werden Sext und Non zu einer Tagzeit zusammengelegt, die auch als Tageshore, „Mittagshore“ oder „mittlere Hore“ bezeichnet wird.

## Geschichtliche Entwicklung
Bereits in frühchristlicher Zeit suchte man nach mystischen Ausdeutungen der Tagzeiten. Cyprianus erblickt in den drei durch einen Zeitraum von jeweils drei Stunden voneinander getrennten Tagzeiten der Terz, Sext und Non eine Anspielung auf die Dreifaltigkeit. Zu diesen seit alters her geheiligten Tagzeiten gedenke man zur Terz der Herabkunft des Heiligen Geistes, zur Sext des Gebets des Apostels Petrus zur Mittagszeit (Apg 10,9f ) oder auch der Aufnahme der Heiden in die Kirche, zur Non der Todesstunde Christi am Kreuz.
Basilius erwähnt die Apostel Petrus und Paulus, die um die neunte Stunde zum Gebet in den Tempel gingen. Johannes Cassianus, der die Deutung des Cyprianus für die Terz und Sext übernahm, fügte hinzu, zur Non gedenke man des Abstiegs Christi in die Unterwelt.
Die Dreizahl der Psalmen beim Gebet der kleinen Horen ist in der Benediktsregel angeführt. Der heilige Benedikt übernahm diese Tradition Bäumer zufolge von den palästinensischen Mönchen. Die Kürze der ausgewählten Psalmen war der Arbeit geschuldet. Schon Cassianus († um 430) hatte jedoch Einwände gegen den Brauch mancher Gemeinschaften erhoben, die Gebetszeiten übermäßig in die Länge zu ziehen und dabei die Ansicht zu verfechten, man habe im Offizium des Tages genausoviele Psalmen zu singen, wie es der jeweiligen Stunde des Tages entspreche, also drei zur Terz, et cetera. Wieder andere wollten „bei jeder Gebetsversammlung des Tages sechs Psalmen gebetet wissen.“